# 左更五
左更五，即白羊座π（π Ari, π Arietis），是一个位于白羊座的恒星系统，它距离地球约603光年。
左更五包括一个光谱联星系统以及两颗伴星。这个光谱联星系统被分类为B-型主序星，视星等为+5.26。第一颗伴星是一颗白色A-型主序星，距离联星系统3.2角秒，视星等为8.8。第二颗伴星是一颗黄白色F-型主序星，距离联星系统25.2角秒，视星等为10.9。
白羊座π在中国星官系统中属于西方白虎七宿中娄宿的星官左更第五星，因此被称为左更五
。在西方和白羊座δ、白羊座ε、白羊座ζ和白羊座ρ3一起并称为Al Botein，来自于阿拉伯语بطين，意思为“腹部”。